# Sant’Andrea Apostolo dello Ionio
Sant’Andrea Apostolo dello Ionio ist eine italienische Gemeinde mit 1672 Einwohnern (Stand 31. Dezember 2023) in der Provinz Catanzaro, Region Kalabrien.

## Geographie
Das Gebiet der Gemeinde liegt auf einer Höhe von 312 m über dem Meeresspiegel und umfasst eine Fläche von 20 km². Die Nachbargemeinden sind Isca sullo Ionio und San Sostene. Die Ortsteile sind Fego und Marina. Sant’Andrea Apostolo dello Ionio liegt 42 km südlich von Catanzaro.

## Persönlichkeiten
- Mariantonia Samà (1875–1953), seliggesprochene Laiin der röm.-kath. Kirche